# 東方黃鶺鴒
為鶺鴒科鶺鴒屬的鳥類，夏季分布於東北亞、西伯利亞及阿拉斯加沿海地區，冬季則在東南亞一帶度冬，途經朝鮮半島、中國東半部等地。東方黃鶺鴒原被視為西方黃鶺鴒的一部分，統稱為黃鶺鴒，如今這個中文名稱通常專指本种。该物种的模式产地在俄羅斯楚科奇半島。

## 分類
東方黃鶺鴒於1789年由德國博物學家約翰·弗里德里希·格梅林在其修訂和擴展的卡爾·林奈《自然系統》自然系統版中正式描述。牠被歸入鶺鴒屬Motacilla，並創造了二名法名Motacilla tschutschensis。 種小名tschutschensis取自模式產地——俄羅斯東部的楚科奇半島。 格梅林基於約翰·萊瑟姆於1783年和托馬斯·彭南特於1785年描述的「楚科奇鶺鴒」進行描述。 彭南特在描述中寫道：「捕自楚科奇海岸，位於66度北緯的白令海峽」。這幾乎可以肯定是1778年詹姆斯·庫克進行的第三次太平洋航行中捕獲的鳥。陪同庫克的博物學家威廉·韋德·埃利斯繪製了標本的畫像，並在標註中寫道：「捕自66度緯度」。埃利斯的畫作現收藏於倫敦自然歷史博物館。
目前認可的四個亞種包括：
- M. t. plexa （泰耶和班斯，1914年） – 俄羅斯中北部西伯利亞
- M. t. tschutschensis （格梅林，1789年） – 俄羅斯南部西伯利亞、北部蒙古、東哈薩克及中國西北部至東北西伯利亞和北美洲西北部
- M. t. macronyx （施特雷澤曼，1920年） – 俄羅斯中南部西伯利亞、蒙古東北部及中國東北部
- M. t. taivana （斯文侯，1863年） – 俄羅斯東南部西伯利亞至庫頁島，及日本北部的北海道。

古北界中承認三種黃鶺鴒：東方黃鶺鴒、西方黃鶺鴒（Motacilla flava）及黃頭鶺鴒（Motacilla citreola）。使用線粒體DNA序列進行的系統發生分析結果與使用核序列時獲得的結果相衝突。核基因數據的拓撲結構更符合傳統的表型分類學。 西方與東方黃鶺鴒之間的核基因差異很小，一些鳥類學家選擇不將其區分，將東方黃鶺鴒作為M. flava的亞種。

## 亚种
- ：分布于繁殖于西伯利亚北部；冬季分布不完全清楚，但在亚洲东南部越冬，西部可能至印度。
- ：分布于在西伯利亚东部向南至外贝加尔西部、西伯利亚南部、蒙古北部、堪察加半岛、千岛群岛北部以及北美的极西北部繁殖；越冬于中国东南部（可能在台湾）、菲律宾和亚洲东南部，从缅甸向东至印度支那和向南至印度尼西亚。
- ：分布于西伯利亚东南部至鄂霍次克海和日本北部；越冬地南亚和印度尼西亚。
- ：分布于乌苏里兰至蒙古东北部和满洲中部；越冬亚洲南部和中国东南部。[14]

## 描述
黄鹡鸰体重约18.5克，翼长约78.8毫米，嘴峰长约15.9毫米，喙宽度约3.4毫米，喙厚度约3.4毫米，跗蹠长约24.3毫米，尾长约66.5毫米。黄鹡鸰是候鸟，其栖息在开放的草原环境中，食性为肉食性，主要食物来源是陆生无脊椎动物。
這是一種纖細的鳥類，體長15-16厘米，具有鶺鴒屬特徵的長尾巴，不斷搖動。繁殖期的成年雄鳥背部呈橄欖色，腹部為黃色。在其他羽毛形態中，黃色可能被白色稀釋。繁殖期雄鳥的頭部顏色和圖案隨亞種不同而有所變化。
其叫聲為高亢的jeet。

## 分布與棲地
該物種主要繁殖於古北界東部，在北美洲的阿拉斯加也有分布。種群會遷徙至南亞及澳洲。遷徙期間，在冬季棲地附近會出現迷鳥。例如，在密克羅尼西亞的帛琉，這種鳥類的遷徙群——似乎是來自白令海的黃鶺鴒，並包括許多成年雄鳥——經常被看到，而在北部的馬里亞納群島，則偶爾會遇見迷鳥，通常為雌鳥或未成熟個體。

## 行為
這種食蟲性鳥類棲息於接近水源的開闊地區，如濕草地。牠們在草叢中築巢，每窩產下4至8顆帶斑點的蛋。
東方黃鶺鴒的刺胞動物寄生蟲Apororhynchus paulonucleatus曾在其大腸和泄殖腔中被發現。